# 16165 Licht
16165 Licht (2000 AW83) là một tiểu hành tinh vành đai chính được phát hiện ngày 5 tháng 1 năm 2000 bởi Nhóm nghiên cứu tiểu hành tinh gần Trái Đất phòng thí nghiệm Lincoln ở Socorro.